# Utility AirPort
Utility AirPort (precedentemente chiamata  Utility Amministrazione AirPort) è un'applicazione sviluppata dalla Apple Inc. per i sistemi operativi iOS, macOS e Microsoft Windows. Essa permette di configurare le stazioni Wi-Fi AirPort per creare un network. Utility AirPort fornisce un controllo più dettagliato della più user-friendly Impostazione Assistita AirPort. È pre-installata su macOS ed è possibile scaricarla sull'App Store di iOS o per Microsoft Windows.
L'applicazione offre un'interfaccia grafica per configurare una AirPort e vari sistemi per gestire ogni dispositivo individualmente. Permette di configurare le preferenze di rete e configurare una stampante o un disco di rete.
Il 30 gennaio 2013, Apple ha pubblicato la versione 6.0 del software per macOS, portando una grafica del tutto nuova.

## Funzionalità
Utility AirPort consente di:
- Creare un network;
- Cambiare il nome di un network o di una base AirPort;
- Riavviare le basi AirPort;
- Riportare le basi AirPort alla configurazione di default;
- Aggiornare il firmware delle basi AirPort;
- Cercare le basi AirPort attraverso il loro indirizzo IP;
- Modificare la password e il tipo di password dei network e delle basi AirPort;
- Cambiare le opzioni Wi-Fi delle basi (resistenza interferenze, frequenza Multicast e potenza del trasmettitore);
- Cambiare il tipo di network (802.11b, 802.11g o 802.11b/g);
- Cambiare le impostazioni del network (chiuso o aperto e numero del canale);
- "Agganciare" una base AirPort ad un network esistente per fare da ponte (WDS);
- Abilitare o disabilitare le funzioni della base AirPort (stampante USB, modem Ethernet e AirTunes);
- Impostare la spia luminosa della base AirPort;
- Fare in modo che la base AirPort distribuisca indirizzi IP ai dispositivi in rete tramite DHCP;
- Eseguire il port forwarding;
- Controllare l'accesso alla rete AirPort;
- Utilizzare un server RADIUS;
- Configurare la connessione ad Internet, attraverso un modem Ethernet o un'altra base;
- Creare più profili di configurazione per la base, ovvero registrare insiemi di impostazioni in un file, per poi ricaricarle tutte insieme quando necessario.